# فرانچسکو گالئوتو
فرانچسکو گالئوتو (انگلیسی: Francesco Galeoto؛ زادهٔ ۱۷ مارس ۱۹۷۲) بازیکن فوتبال اهل ایتالیا است.
از باشگاه‌هایی که در آن بازی کرده‌است می‌توان به باشگاه فوتبال تراپانی، باشگاه فوتبال مسینا، باشگاه فوتبال سالرنیتانا، باشگاه فوتبال کروتونه، باشگاه فوتبال دلفینو پسکارا، باشگاه فوتبال جنوآ، باشگاه فوتبال پالرمو، و باشگاه فوتبال اتلتیکو آرتزو اشاره کرد.